# Чемпионат мира по футболу 2002 (отборочный турнир, УЕФА, группа 5)
Группа 5 отборочного турнира зоны УЕФА к чемпионату мира 2002 года состояла из шести команд: Армении, Беларуси, Норвегии, Польши, Украины и Уэльса. Матчи в группе проходили со 2 сентября 2000 по 6 октября 2001 года.
Сборная Польши выиграла группу, проиграв всего один раз, и впервые с 1986 года квалифицировалась на чемпионат мира. Сборная Украины, опередив сборную Беларуси, заняла 2-е место и прошла в стыковые матчи. Сборная Норвегии, участвовавшая в последних двух турнирах (чемпионат мира 1998 и чемпионат Европы 2000 года), провалила турнир, выиграв только две последние встречи.

## Результаты
| Итоговое положение | Итоговое положение | Итоговое положение | Итоговое положение | Итоговое положение | Итоговое положение | Итоговое положение | Итоговое положение | Итоговое положение | Итоговое положение |  |             |              |               |               |             |              |  | Дома | Дома | Дома | Дома | Дома | Дома | Дома | В гостях | В гостях | В гостях | В гостях | В гостях | В гостях | В гостях |
| Место              | Команда            | И                  | В                  | Н                  | П                  | ГЗ                 | ГП                 | ГР                 | О                  |  | Флаг Польши | Флаг Украины | Флаг Беларуси | Флаг Норвегии | Флаг Уэльса | Флаг Армении |  | И    | В    | Н    | П    | ГЗ   | ГП   | О    | И        | В        | Н        | П        | ГЗ       | ГП       | О        |
| 1.                 | Польша             | 10                 | 6                  | 3                  | 1                  | 21                 | 11                 | +10                | 21                 |  | -           | 1:1          | 3:1           | 3:0           | 0:0         | 4:0          |  | 5    | 3    | 2    | 0    | 11   | 2    | 11   | 5        | 3        | 1        | 1        | 10       | 9        | 10       |
| 2.                 | Украина            | 10                 | 4                  | 5                  | 1                  | 13                 | 8                  | +5                 | 17                 |  | 1:3         | -            | 0:0           | 0:0           | 1:1         | 3:0          |  | 5    | 1    | 3    | 1    | 5    | 4    | 6    | 5        | 3        | 2        | 0        | 8        | 4        | 11       |
| 3.                 | Беларусь           | 10                 | 4                  | 3                  | 3                  | 12                 | 11                 | +1                 | 15                 |  | 4:1         | 0:2          | -             | 2:1           | 2:1         | 2:1          |  | 5    | 4    | 0    | 1    | 10   | 6    | 12   | 5        | 0        | 3        | 2        | 2        | 5        | 3        |
| 4.                 | Норвегия           | 10                 | 2                  | 4                  | 4                  | 12                 | 14                 | -2                 | 10                 |  | 2:3         | 0:1          | 1:1           | -             | 3:2         | 0:0          |  | 5    | 1    | 2    | 2    | 6    | 7    | 5    | 5        | 1        | 2        | 2        | 6        | 7        | 5        |
| 5.                 | Уэльс              | 10                 | 1                  | 6                  | 3                  | 10                 | 12                 | -2                 | 9                  |  | 1:2         | 1:1          | 1:0           | 1:1           | -           | 0:0          |  | 5    | 1    | 3    | 1    | 4    | 4    | 6    | 5        | 0        | 3        | 2        | 6        | 8        | 3        |
| 6.                 | Армения            | 10                 | 0                  | 5                  | 5                  | 7                  | 19                 | -12                | 5                  |  | 1:1         | 2:3          | 0:0           | 1:4           | 2:2         | -            |  | 5    | 0    | 3    | 2    | 6    | 10   | 3    | 5        | 0        | 2        | 3        | 1        | 9        | 2        |

## Матчи
| Украина             | 1:3   | Польша                                              |
| ------------------- | ----- | --------------------------------------------------- |
| Андрей Шевченко 11′ | Отчёт | Эммануэль Олисадебе 2′, 31′ · Радослав Калужный 56′ |

| Беларусь                                        | 2:1   | Уэльс           |
| ----------------------------------------------- | ----- | --------------- |
| Александр Хацкевич 39′ · Валентин Белькевич 56′ | Отчёт | Гэри Спид 90+3′ |

| Норвегия | 0:0   | Армения |
| -------- | ----- | ------- |
|          | Отчёт |         |

| Польша                          | 3:1   | Беларусь           |
| ------------------------------- | ----- | ------------------ |
| Радослав Калужный 24′, 62′, 73′ | Отчёт | Николай Рындюк 37′ |

| Армения                 | 2:3   | Украина                                     |
| ----------------------- | ----- | ------------------------------------------- |
| Артур Петросян 17′, 44′ | Отчёт | Андрей Шевченко 45′, 59′ · Андрей Гусин 55′ |

| Уэльс           | 1:1   | Норвегия              |
| --------------- | ----- | --------------------- |
| Натан Блейк 60′ | Отчёт | Торстейн Хельстад 80′ |

| Польша | 0:0   | Уэльс |
| ------ | ----- | ----- |
|        | Отчёт |       |

| Норвегия | 0:1   | Украина             |
| -------- | ----- | ------------------- |
|          | Отчёт | Андрей Шевченко 51′ |

| Беларусь                                    | 2:1   | Армения            |
| ------------------------------------------- | ----- | ------------------ |
| Александр Хацкевич 23′ · Николай Рындюк 33′ | Отчёт | Феликс Ходжоян 50′ |

| Норвегия                                | 2:3   | Польша                                           |
| --------------------------------------- | ----- | ------------------------------------------------ |
| Джон Карью 59′ · Уле Гуннар Сульшер 67′ | Отчёт | Эммануэль Олисадебе 23′, 30′ · Бартош Карван 81′ |

| Украина | 0:0   | Беларусь |
| ------- | ----- | -------- |
|         | Отчёт |          |

| Армения                                  | 2:2   | Уэльс                 |
| ---------------------------------------- | ----- | --------------------- |
| Артур Минасян 32′ · Андрей Мовсесьян 71′ | Отчёт | Джон Хартсон 40′, 49′ |

| Польша                                                                                        | 4:0   | Армения |
| --------------------------------------------------------------------------------------------- | ----- | ------- |
| Михал Жевлаков 15′ (пен.) · Эммануэль Олисадебе 42′ · Марцин Жевлаков 81′ · Бартош Карван 88′ | Отчёт |         |

| Уэльс            | 1:1   | Украина             |
| ---------------- | ----- | ------------------- |
| Джон Хартсон 12′ | Отчёт | Андрей Шевченко 51′ |

| Беларусь                                     | 2:1   | Норвегия               |
| -------------------------------------------- | ----- | ---------------------- |
| Александр Хацкевич 19′ · Роман Василюк 90+1′ | Отчёт | Уле Гуннар Сульшер 68′ |

| Уэльс           | 1:2   | Польша                                         |
| --------------- | ----- | ---------------------------------------------- |
| Натан Блейк 14′ | Отчёт | Эммануэль Олисадебе 32′ · Павел Крышалович 72′ |

| Украина | 0:0   | Норвегия |
| ------- | ----- | -------- |
|         | Отчёт |          |

| Армения | 0:0   | Беларусь |
| ------- | ----- | -------- |
|         | Отчёт |          |

| Армения            | 1:1   | Польша               |
| ------------------ | ----- | -------------------- |
| Артур Петросян 11′ | Отчёт | Радослав Калужный 4′ |

| Украина            | 1:1   | Уэльс             |
| ------------------ | ----- | ----------------- |
| Геннадий Зубов 44′ | Отчёт | Марк Пембридж 74′ |

| Норвегия       | 1:1   | Беларусь               |
| -------------- | ----- | ---------------------- |
| Джон Карью 80′ | Отчёт | Валентин Белькевич 23′ |

| Польша                                                                 | 3:0   | Норвегия |
| ---------------------------------------------------------------------- | ----- | -------- |
| Павел Крышалович 45+1′ · Эммануэль Олисадебе 77′ · Марцин Жевлаков 88′ | Отчёт |          |

| Беларусь | 0:2   | Украина                  |
| -------- | ----- | ------------------------ |
|          | Отчёт | Андрей Шевченко 45′, 57′ |

| Уэльс | 0:0   | Армения |
| ----- | ----- | ------- |
|       | Отчёт |         |

| Беларусь                        | 4:1   | Польша              |
| ------------------------------- | ----- | ------------------- |
| Роман Василюк 7′, 46′, 52′, 61′ | Отчёт | Марцин Жевлаков 78′ |

| Украина                                       | 3:0   | Армения |
| --------------------------------------------- | ----- | ------- |
| Андрей Шевченко 11′ · Андрей Воробей 85′, 90′ | Отчёт |         |

| Норвегия                                             | 3:2   | Уэльс                                |
| ---------------------------------------------------- | ----- | ------------------------------------ |
| Ронни Йонсен 17′ · Джон Карью 68′ · Фруде Йонсен 87′ | Отчёт | Робби Сэвидж 10′ · Крейг Беллами 28′ |

| Польша                  | 1:1   | Украина             |
| ----------------------- | ----- | ------------------- |
| Эммануэль Олисадебе 40′ | Отчёт | Андрей Шевченко 81′ |

| Уэльс            | 1:0   | Беларусь |
| ---------------- | ----- | -------- |
| Джон Хартсон 47′ | Отчёт |          |

| Армения         | 1:4   | Норвегия                                      |
| --------------- | ----- | --------------------------------------------- |
| Гайк Акопян 72′ | Отчёт | Борд Боргерсен 49′, 80′ · Джон Карью 70′, 89′ |

## Бомбардиры
9 голов
| - Андрей Шевченко |

8 голов
| - Эммануэль Олисадебе |

5 голов
| - Роман Василюк | - Джон Карью | - Радослав Калужный |

4 гола
| - Джон Хартсон |

3 гола
| - Артур Петросян | - Александр Хацкевич | - Марцин Жевлаков |

2 гола
| - Валентин Белькевич - Николай Рындюк - Борд Боргерсен | - Уле Гуннар Сульшер - Бартош Карван - Павел Крышалович | - Андрей Воробей - Натан Блейк |

1 гол
| - Гайк Акопян - Феликс Ходжоян - Артур Минасян - Андрей Мовсесьян - Торстейн Хельстад | - Фруде Йонсен - Ронни Йонсен - Михал Жевлаков - Андрей Гусин - Геннадий Зубов | - Крейг Беллами - Марк Пембридж - Робби Сэвидж - Гэри Спид |

## Рекорды
- Андрей Шевченко забил 9 мячей за сборную Украины в квалификационной группе и ещё один в стыковых матчах, став в итоге лучшим бомбардиром отборочного цикла[1].
- Роман Василюк оформил покер в игре за сборную Беларуси, нанеся уже квалифицировавшейся на чемпионат мира Польше поражение со счётом 1:4[1].
- Польша квалифицировалась первой на чемпионат мира из всех европейских сборных, участвовавших в отборе. При этом пресса отметила, что предсказание о промежутке в 16 лет между двумя участиями в чемпионате мира сделал ещё Збигнев Бонек по окончании чемпионата мира 1986 года, отметив и грядущую проблемную смену поколений[1].
- Персональный антирекорд поставила норвежская сборная, опередив лишь Уэльс и Армению и заняв 4-е место[1] — при том, что из всех команд группы только Норвегия играла на минувшем чемпионате Европы. Более того, норвежцы одержали первую победу только в 9-м туре.

## Происшествия и инциденты
- Дважды во время домашних матчей Польши против команд Беларуси и Норвегии на трибунах разгорались беспорядки, спровоцированные польскими футбольными хулиганами. Для разгона их привлекались большие силы польской полиции[2]. Во время матча против Беларуси были арестованы 34 человека, которых приходилось разгонять с применением огнестрельного оружия[3]; после игры против Норвегии было арестовано более 60 человек[4].
- Футболисты киевского «Динамо» и белорусской сборной Валентин Белькевич и Александр Хацкевич стали участниками громкого скандала: по ходу игры с Украиной в Минске тренер белорусской команды Эдуард Малофеев убрал обоих с поля, однако белорусы проиграли 0:2. После матча Малофеев публично обвинил Белькевича и Хацкевича в некоем сговоре и «предательстве», намекая на возможную сдачу матча: в ответ на это Хацкевич в сердцах пригрозил уйти из сборной, а Белькевич от разговора уклонился. По словам помощника Малофеева, Евгения Кузнецова, Малофеев просто переборщил с эмоциями и очень болезненно воспринял поражение, фактически лишившее Беларусь поездки на чемпионат мира[5]. Украинская же сторона единодушно заявила, что не видит логики в словах Малофеева, поскольку до игры он называл Белькевича и Хацкевича ключевыми игроками своей сборной и по ходу матча они были лучшими игроками белорусской команды[6].